# Cotalpa leonina
Cotalpa leonina är en skalbaggsart som beskrevs av Henry Clinton Fall 1932. Cotalpa leonina ingår i släktet Cotalpa och familjen Rutelidae. Inga underarter finns listade i Catalogue of Life.